# En Nuestros Corazones
En Nuestros Corazones est un groupe de metalcore argentin, originaire de Buenos Aires.

## Biographie

### Formation (2010)
Le groupe est formé comme projet studio par Nicolás Figueroa et Tobias Gomez Antolini à Buenos Aires en octobre 2010. Les autres membres les rejoindront par la suite. Le groupe se compose de Julio Bellver (screaming), Federico E. Ramirez (guitare), Mauro Castro (guitare, samples), Luis Molina (basse) et Tobias Gomez Antolini (batterie). Tobias Gomez est le frère de Nazareno Gomez, chanteur du groupe de post-hardcore argentin Deny. Figueroa quitte le groupe. Luis Molina devient leur nouveau bassiste après le départ d'Ariel Menta (basse) en 2013.
Depuis sa formation, En Nuestros Corazones joue aux côtés de groupes locaux comme notamment Deny Dar Sangre, Cenizas, Coralies Last Kiss, Winter of Summer, Mi Ultima Solucion et All for Love, et des groupes internationaux comme Silverstein et Parkway Drive.

### Un niño murió aquella noche
En Nuestros Corazones signe avec le label indépendant Vegan Records, et y publie son premier album studio, Un niño murió aquella noche, le 16 septembre 2012 en Argentine. L'album est enregistré aux Infire Studios basés à Palermo et produit par Javier Casas (Melian, Nueva Ética, Mostomalta, Deny). Casas est aussi bassiste de Nueva Ética.
Joaquin Ortega (DENY), Gerardo Villalobos (Mostomalta) et Nazareno Gomez (DENY) participent à l'album au chant.L groupe tourne un clip pour la chanson Pesadillas, réalisé par Nicolás Figueroa, un des membres fondateurs. Un second clip est tourné pour Entre las Sombras. Le groupe participe au Ringrocker Bandcontest où les cinq finalistes jouent le 25 mai 2013 à la Matrix de Bochum. En Nuestros Corazones annonce son entrée en studio au début de 2014 pour enregistrer la suite de Un niño murió aquella noche.

## Discographie
- 2012 : Un niño murió aquella noche (Vegan Records)

## Clips
- Pesadillas
- Entre las sombras